# ザック・ロスカップ
ザッカリー・マシュー・ロスカップ（Zachary Matthew Rosscup, 1988年6月9日 - ）は、アメリカ合衆国オレゴン州クラカマス郡クラカマス出身のプロ野球選手（投手）。左投右打。MLBのヒューストン・アストロズ傘下所属。

## 経歴

### プロ入りとレイズ傘下時代
2009年のMLBドラフト28巡目（全体859位）でタンパベイ・レイズから指名され、6月22日に契約。契約後、傘下のアパラチアンリーグのルーキー級プリンストン・レイズでプロデビュー。10試合に登板して3勝4敗、防御率2.68、27奪三振を記録した。
2010年はルーキー級ガルフ・コーストリーグ・レイズで3試合に登板後、A-級ハドソンバレー・レネゲーズへ昇格。9試合に登板して3勝1敗1セーブ、防御率3.03、35奪三振を記録した。

### カブス時代
2011年1月8日にブランドン・ガイヤー、サム・ファルド、ロビンソン・チリノス、クリス・アーチャー、李學周とのトレードで、マット・ガーザ、フェルナンド・ペレスと共にシカゴ・カブスへ移籍した。この年は傘下のA+級デイトナ・カブスでプレーし、11試合に登板して4勝2敗、防御率2.54、50奪三振を記録した。
2012年はルーキー級アリゾナリーグ・カブス、A級ピオリア・チーフス、AA級テネシー・スモーキーズでプレー。AA級テネシーでは11試合に登板して0勝1敗、防御率4.84、19奪三振を記録した。
2013年はAA級テネシーで開幕を迎え、37試合に登板。2勝1敗3セーブ、防御率2.49、19奪三振を記録した。8月にAAA級アイオワ・カブスへ昇格。9試合に登板して0勝1敗、防御率0.00、6奪三振と好投した。9月3日にカブスとメジャー契約を結び、同日のマイアミ・マーリンズ戦でメジャーデビュー。3点ビハインドの6回表1死から登板し、0.2回を無安打無失点1四球に抑えた。この年メジャーでは10試合に登板して防御率1.35、7奪三振を記録した。
2014年3月3日にカブスと1年契約に合意。3月18日にAAA級アイオワへ異動し、そのまま開幕を迎えた。4月16日にニューヨーク・ヤンキースとのダブルヘッダーでロースターの枠が拡大されたため、メジャーへ昇格。ヤンキース戦に登板し、翌17日にAAA級アイオワへ降格した。4月24日に再昇格。4月29日のシンシナティ・レッズに登板し、無失点に抑えたが、5月3日にジェイク・アリエータが故障者リストから復帰したため、AAA級アイオワへ降格した。5月7日にペドロ・ストロップが故障者リスト入りしたため、再昇格。2試合に登板し、いずれも無失点に抑えていたが、5月14日に左肩の故障で15日間の故障者リスト入りした。6月14日に故障者リストから外れ、AAA級アイオワへ降格した。7月11日に再昇格。3試合に登板したが、計2回を投げ、防御率22.50と結果を残せず、7月20日にAAA級アイオワへ降格した。この年は18試合に登板して1勝0敗、防御率9.45、21奪三振を記録した。
2015年は33試合に登板して2勝1敗、防御率4.39、29奪三振を記録した。
2016年はスプリングトレーニング中の2月25日に左肩を痛めて60日間の故障者リスト入りすると、1年間復帰できずに全休した。オフの12月2日にFAとなったが、9日にマイナー契約で再契約し、2017年のスプリングトレーニングに招待選手として参加した。
2017年の開幕はAAA級アイオワで迎えたが、5月22日にメジャー契約を結び、アクティブ・ロースター入りした。6月22日にDFAとなった。

### ロッキーズ時代
2017年6月26日にマット・カラシティーとのトレードで、コロラド・ロッキーズへ移籍した。

### ドジャース時代
2018年7月11日にウェイバー公示を経てロサンゼルス・ドジャースへ移籍した。オフにFAとなった。

### マリナーズ時代
2018年12月20日にシアトル・マリナーズと1年のメジャー契約を結んだ。
2019年5月17日にDFAとなった。

### ブルージェイズ時代
2019年5月23日にウェイバー公示を経てトロント・ブルージェイズへ移籍した。5月28日にDFAとなり、6月1日にマイナー契約で傘下のAAA級バッファロー・バイソンズへ配属された。6月3日にFAを選択した。

### ドジャース復帰
2019年6月12日にドジャースとマイナー契約を結び、傘下のAAA級オクラホマシティ・ドジャースへ配属された。6月27日にメジャー契約を結んでアクティブ・ロースター入りした。7月15日にDFAとなり、20日にマイナー契約でAAA級オクラホマシティへ配属された。

### カージナルス傘下時代
2019年7月29日に金銭トレードで、セントルイス・カージナルスへ移籍した。メジャー昇格はなく、傘下のAAA級メンフィス・レッドバーズでプレーした。9月30日にFAとなった。

### ロッキーズ傘下時代
2020年1月31日にロッキーズとマイナー契約を結んでスプリングトレーニングに招待選手として参加することになったと報じられ、2月24日に正式公示された。その後、6月27日に自由契約となった。

### 独立リーグ時代
2020年7月、独立リーグであるコンステレーション・エナジー・リーグに所属するシュガーランド・ライトニングスローズと契約を結んだ。同球団では11試合に登板して2勝0敗、防御率0.71、21奪三振を記録した。

### ロッキーズ復帰
2020年8月25日にロッキーズとマイナー契約を結んだ。オフの11月2日にFAとなったが、12月11日にマイナー契約で再契約を結んだ。
2021年は5月のマイナーリーグ開幕から傘下のAAA級アルバカーキ・アイソトープスでプレーした。7月16日にメジャー契約を結んでアクティブ・ロースター入りし、翌17日のドジャース戦で2年ぶりのメジャー復帰登板を果たした。11月7日にFAとなった。

### アストロズ傘下時代
2022年3月19日にヒューストン・アストロズとマイナー契約を結んだ。

## 詳細情報

### 年度別投手成績
| 年 度    | 球 団    | 登 板 | 先 発 | 完 投 | 完 封 | 無 四 球 | 勝 利 | 敗 戦 | セ 丨 ブ | ホ 丨 ル ド | 勝 率 | 打 者 | 投 球 回 | 被 安 打 | 被 本 塁 打 | 与 四 球 | 敬 遠 | 与 死 球 | 奪 三 振 | 暴 投 | ボ 丨 ク | 失 点 | 自 責 点 | 防 御 率 | W H I P |
| -------- | -------- | ----- | ----- | ----- | ----- | -------- | ----- | ----- | -------- | ----------- | ----- | ----- | -------- | -------- | ----------- | -------- | ----- | -------- | -------- | ----- | -------- | ----- | -------- | -------- | ------- |
| 2013     | CHC      | 10    | 0     | 0     | 0     | 0        | 0     | 0     | 0        | 0           | ----  | 30    | 6.2      | 3        | 1           | 7        | 1     | 0        | 7        | 0     | 0        | 1     | 1        | 1.35     | 1.50    |
| 2014     | CHC      | 18    | 0     | 0     | 0     | 0        | 1     | 0     | 0        | 1           | 1.000 | 66    | 13.1     | 14       | 2           | 12       | 1     | 0        | 21       | 0     | 0        | 14    | 14       | 9.45     | 1.95    |
| 2015     | CHC      | 33    | 0     | 0     | 0     | 0        | 2     | 1     | 0        | 6           | .667  | 118   | 26.2     | 26       | 5           | 13       | 0     | 0        | 29       | 1     | 0        | 13    | 13       | 4.39     | 1.46    |
| 2017     | CHC      | 1     | 0     | 0     | 0     | 0        | 0     | 0     | 0        | 0           | ----  | 2     | 0.2      | 0        | 0           | 0        | 0     | 0        | 0        | 0     | 0        | 0     | 0        | 0.00     | 0.00    |
| 2017     | COL      | 9     | 0     | 0     | 0     | 0        | 0     | 0     | 0        | 1           | ----  | 30    | 7.0      | 9        | 2           | 0        | 0     | 0        | 10       | 0     | 0        | 4     | 4        | 5.14     | 1.29    |
| '17計    | COL      | 10    | 0     | 0     | 0     | 0        | 0     | 0     | 0        | 1           | ----  | 32    | 7.2      | 9        | 2           | 0        | 0     | 0        | 10       | 0     | 0        | 4     | 4        | 4.70     | 1.17    |
| 2018     | LAD      | 17    | 0     | 0     | 0     | 0        | 0     | 1     | 0        | 1           | .000  | 47    | 11.1     | 9        | 3           | 4        | 0     | 0        | 20       | 0     | 0        | 6     | 6        | 4.76     | 1.15    |
| 2019     | SEA      | 19    | 0     | 0     | 0     | 0        | 2     | 0     | 0        | 5           | 1.000 | 69    | 14.0     | 13       | 1           | 14       | 1     | 0        | 20       | 1     | 0        | 8     | 5        | 3.21     | 1.93    |
| 2019     | TOR      | 2     | 0     | 0     | 0     | 0        | 0     | 0     | 0        | 0           | ----  | 8     | 1.0      | 3        | 0           | 2        | 0     | 0        | 2        | 0     | 0        | 4     | 3        | 27.00    | 5.00    |
| 2019     | LAD      | 7     | 0     | 0     | 0     | 0        | 0     | 0     | 0        | 0           | ----  | 17    | 3.0      | 6        | 1           | 3        | 0     | 0        | 4        | 0     | 0        | 3     | 2        | 6.00     | 3.00    |
| '19計    | LAD      | 28    | 0     | 0     | 0     | 0        | 2     | 0     | 0        | 5           | 1.000 | 94    | 18.0     | 22       | 2           | 19       | 1     | 0        | 26       | 1     | 0        | 15    | 10       | 5.00     | 2.28    |
| 2021     | COL      | 4     | 0     | 0     | 0     | 0        | 0     | 0     | 0        | 0           | ----  | 13    | 3.0      | 3        | 1           | 1        | 0     | 1        | 4        | 0     | 0        | 1     | 1        | 3.00     | 1.33    |
| MLB：7年 | MLB：7年 | 120   | 0     | 0     | 0     | 0        | 5     | 2     | 0        | 14          | .714  | 400   | 86.2     | 86       | 16          | 56       | 3     | 1        | 117      | 4     | 0        | 54    | 49       | 5.09     | 1.64    |

- 2021年度シーズン終了時

### 背番号
- 59（2013年 - 2015年、2017年 - 同年途中、2018年 - 2019年）
- 60（2017年途中 - 同年終了）
- 63（2021年）